# The nine living muses of Great Britain

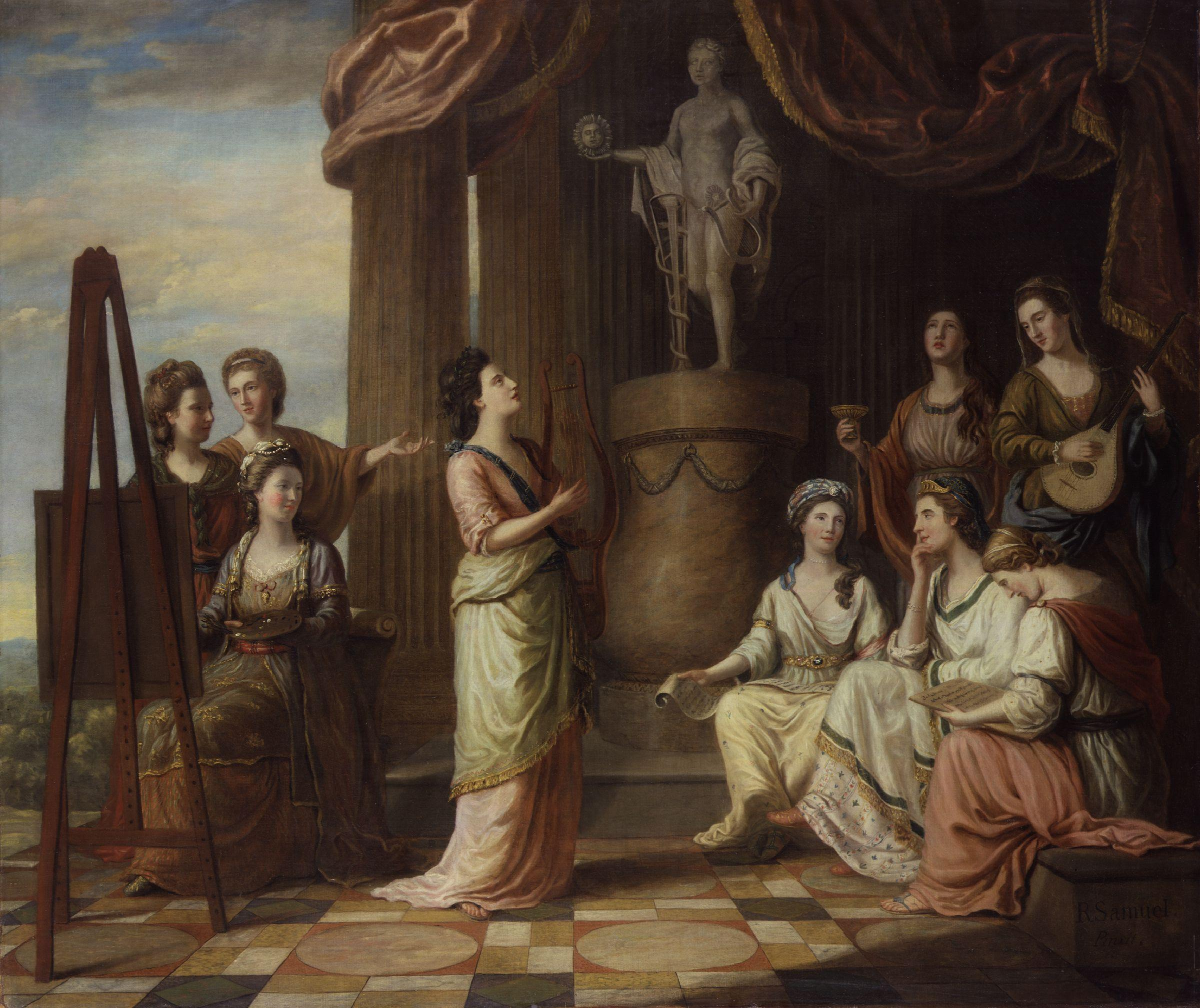
The nine living muses of Great Britain door Richard Samuel

The nine living muses of Great Britain is een schilderij uit 1778 waarop de Engelse portretschilder Richard Samuel negen vrouwelijke kunstenaars en intellectuelen afbeeldde in een Griekse tempel van Apollo, als waren zij de negen klassieke muzen.
De oorspronkelijke naam van het kunstwerk is Portraits in the Characters of the Muses in the Temple of Apollo: "Portretten in de rollen van de muzen in de Tempel van Apollo." Samuel exposeerde het schilderij op de zomertentoonstelling in 1779 van de Royal Academy of Arts. Daar trok het weinig aandacht.
Het schilderij is in 1972 gekocht door de National Portrait Gallery in Londen, waar het tot de primaire collectie behoort.

## Ideaalbeeld
Samuel schilderde de negen kunstenaars zonder dat zij voor hem poseerden. Het schilderij toonde een ideaalbeeld en was niet bedoeld om de vrouwen te portretteren, maar om gebruik te maken van de toenmalige belangstelling voor de muzen. De classica Carter herkende zichzelf noch een van de acht andere vrouwen op het schilderij: "by the mere testimony of my own eyes, I cannot very exactly tell which is you, and which is I, and which is any body else" ("Slechts afgaande op het getuigenis van mijn ogen, kan ik niet precies zeggen welke u bent, welke ik ben, en welke iemand anders is.").

## Blue Stockings
De afgebeelde vrouwen kenden elkaar van de bijeenkomsten van de Blue Stockings Society en op Elizabeth Montagu na leefden zij allen van hun werk. Van de meesten is niet duidelijk wie wie is, maar de schilder Angelica Kauffman zit bij een schildersezel en zangeres Elizabeth Ann Sheridan staat bovenaan, op een voetstuk, met een lier in haar hand. Verder zijn aanwezig: Elizabeth Montagu, salonnière, criticus en mecenas en oprichter van de Blue Stockings; Elizabeth Carter, dichter en classica; Anna Laetitia Barbauld, schrijver en essayist; Catharine Macaulay, historicus; Elizabeth Griffith, (toneel)schrijver; Hannah More, religieus schrijver en dichter; Charlotte Lennox, schrijver en dichter.